# Ennio Missaglia
 (octobre 2018).
Si vous disposez d'ouvrages ou d'articles de référence ou si vous connaissez des sites web de qualité traitant du thème abordé ici, merci de compléter l'article en donnant les références utiles à sa vérifiabilité et en les liant à la section « Notes et références ».
Ennio Missaglia est un scénariste italien de bande dessinée né le 12 janvier 1930 et mort en 1993. Il est le frère de Vladimiro Missaglia.

## Biographie
En 1962, il travaille avec son frère sur une bande dessinée humoristique appelée I tre marines racontant les aventures de trois marines au Mexique. Elle sera publiée en strisce en supplément de Tex chez l'éditeur milanais Sergio Bonelli Editore.
De 1966 à 1981, il publie Kali avec son frère aux éditions Jeunesse et vacances. C'est un clone de Tarzan évoluant dans les forêts vierges de l'Inde. En Italie, ce personnage se nomme Kriss. La compagne de Kali, Zora, donne son nom à un trimestriel qui publie d'autres récits inédits de ces personnages entre 1967 et 1979.
À partir de 1978, ils travaillent encore ensemble sur les Mister no 42, 43, 44 (édition italienne), puis Ennio seul réalise les scénarios des épisodes 45 à 47, 53 à 56, 68, 69, 92 à 94, 108 à 110, 119 à 122 & 223.
De 1979 à 1980, Ennio imagine la série Judas pour Bonelli et il charge son frère et Ivo Pavone du dessin. C'est un western où le héros n'a pas que des bons côtés, mais qui ne rencontre pas le succès à cause de dessins un peu bâclés et de scénarios trop délayés. Elle s'arrête en 1980, mais sera quand même publiée en Suède et au Brésil, où le héros est rebaptisé Chacal. On peut lire les aventures de Judas dans Long Rifle sous le nom de Sans Pitié.
En 1982, Ennio imagine Gil (chez Bonelli), un autre héros de western qui hérite de Judas la même équipe d'auteurs. Par contre, les couvertures seront confiées à Vincenzo Monti. Là encore, les ventes s'avèrent insuffisantes. Gil ne dure que le temps de onze numéros. En France, cette série a été publiée dans Long Rifle également.
On peut les lire aussi sur Storia del West (La Route de l'Ouest) dont ils réalisent quelques épisodes.
Ils ont aussi réalisé des BD érotiques parues chez Elvifrance : Drôlesses, Histoires Noires, Histoires Sanglantes, Incube, Jaguar, Meufs, Odine, Série Blanche, Série Grise, Série Orange, Série Verte, Infernal BD (en grand format).
On leur doit aussi Ray Champion paru dans Trophée et Brigade OVNI paru dans les revues Espace et Sunny Sun.